# Наїрі (народ)
Наїрі — ассирійська назва групи племен, що проживали на території Урарту.

## Історія
Деякі дослідники вважають, що словом «наїрі» називався народ хуритів. Така точка зору підкріплена дослідженням про зв'язок мови Урарту з хуритською мовою.
Іноді Наїрі ототожнюють з Ніхрією, але низка фактів свідчать проти такої версії.
Існують також поняття країна Наїрі або ж наїрський народ, що позначають Вірменію та вірменський народ.